# Брела
Бре́ла (хорв. Brela) — курортный посёлок на Адриатическом побережье Хорватии на Макарской ривьере. Самый северный из населённых пунктов Макарской ривьеры. Население Брелы — 1771 человек (2001). Общая протяжённость пляжей Брелы — 6 км. Брела находится в 65 км от Сплита и состоит из двух частей: Брела и Горна Брела. Практически вся Горна Брела расположена на территории природного парка Биоково, а Брела — по обе стороны автомагистрали, и состоит из деревушек Солине и Доне Село. Туризм в Бреле начал развиваться во второй половине XX века. Самая известная достопримечательность Брелы — Церковь Богородицы Кармельской, построенная в ознаменование победы над турками.
В Бреле находится самый чистый пляж Европы, который в 2003 году был занесён американским журналом Forbes в рейтинг 10 самых чистых пляжей мира и занял 6 место. Этот пляж называется Punta Rata.

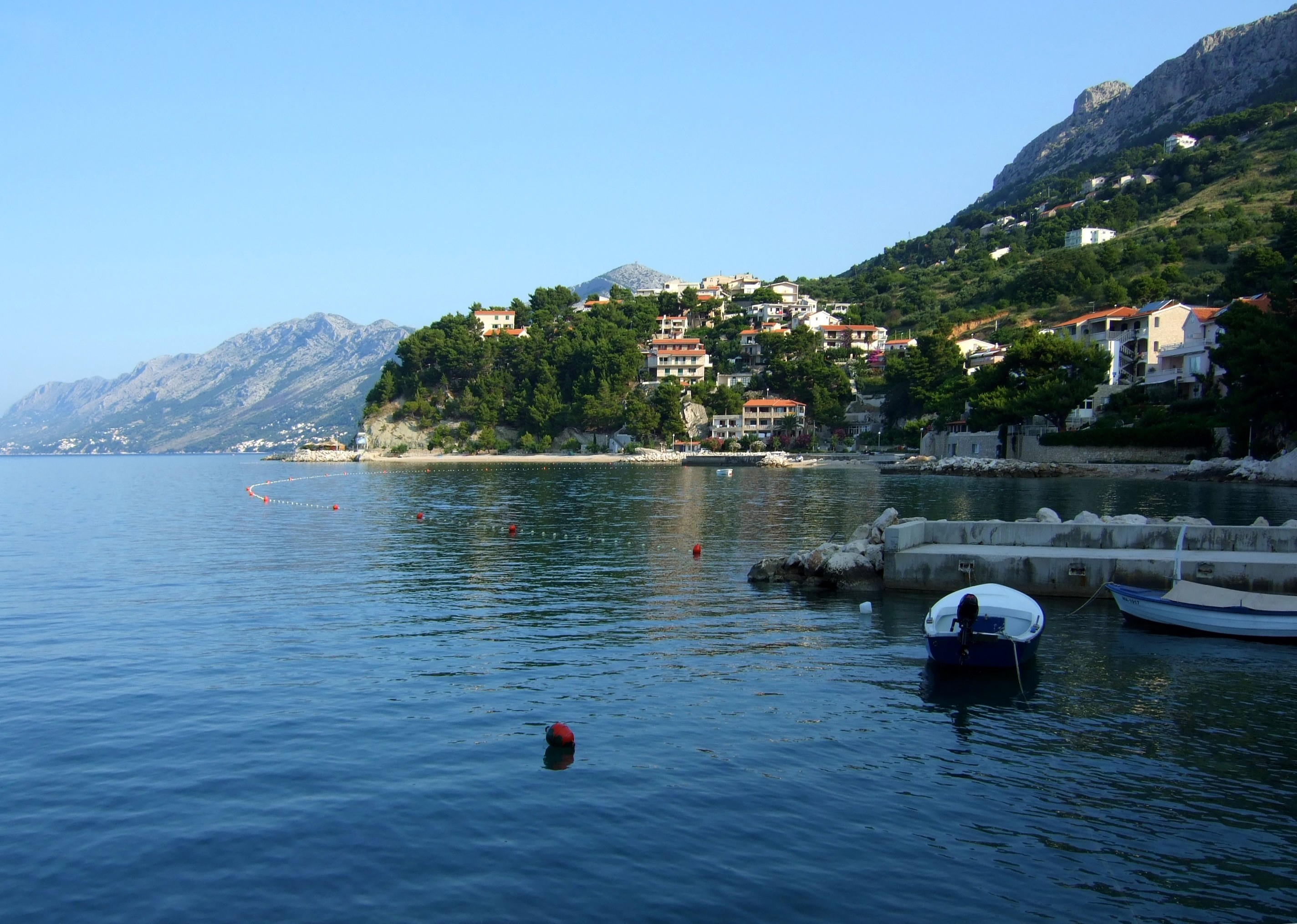
Западная часть Брелы
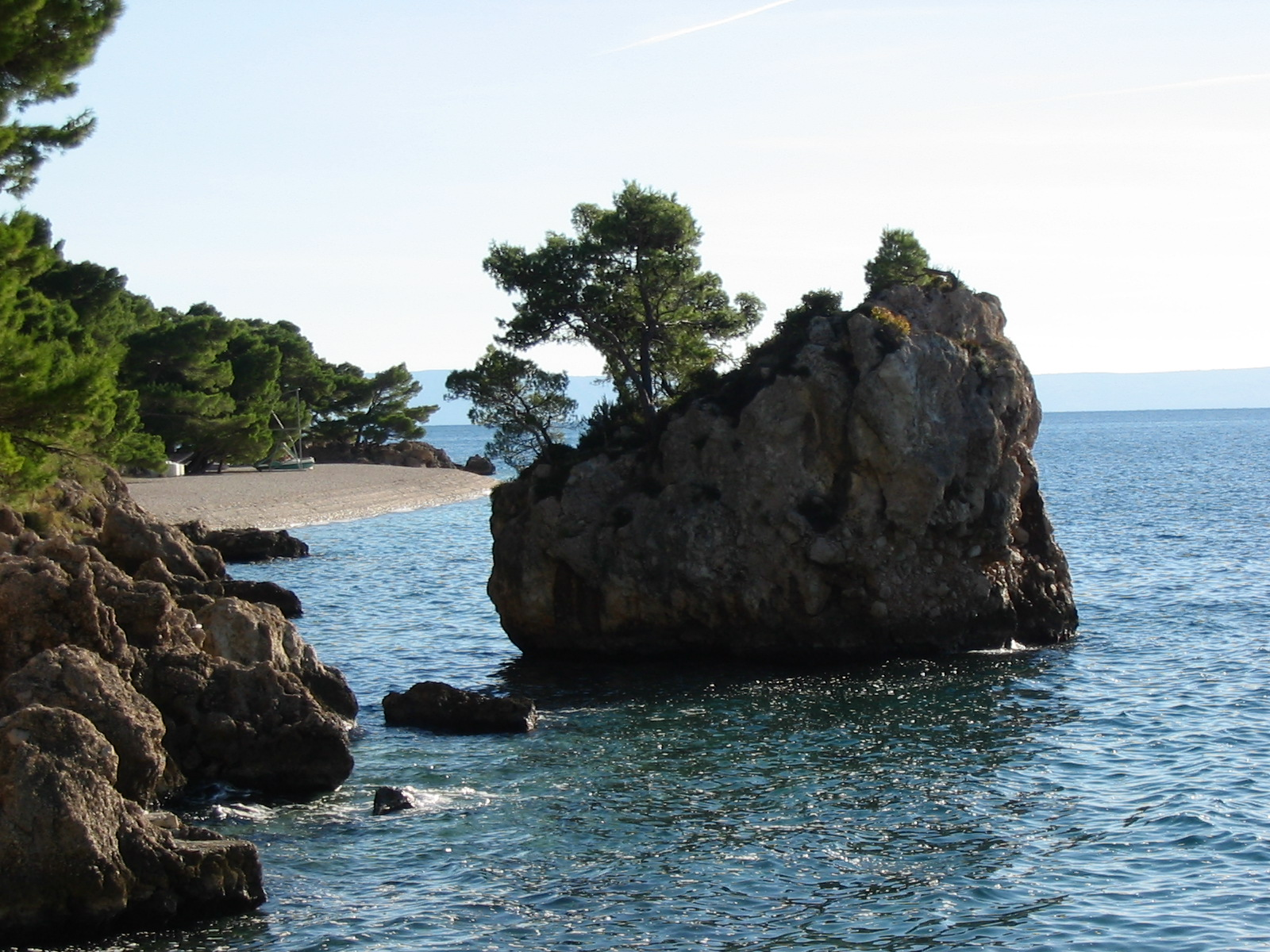
«Камень Брела» и пляж «Пунта Рата» в Бреле